# Alaa al-Aswani
Alaa al-Aswani (en árabe: علاء الأسواني), nacido en 1957, es un escritor e intelectual egipcio. 

## Biografía
Criado en el seno de una familia intelectual, de padre escritor, Abbas al-Aswani, fallecido en 1976, cursó estudios secundarios en un instituto de lengua francesa, y posteriormente estudió cirugía dental en Estados Unidos, en la Universidad de Illinois, en Chicago. Ejerce la profesión de dentista en El Cairo.
Su tío fue Bajá y ministro de Educación antes de la revolución egipcia de 1952.

### Trayectoria intelectual
Ha contribuido regularmente con sus escritos en los periódicos de la oposición egipcia, y se sitúa cercano a los intelectuales de izquierda, en particular de Sonallah Ibrahim. Se declara independiente de partidos políticos, aunque en la práctica ha sido uno de los miembros fundadores del movimiento de oposición Kifaya (Basta), que reclama unas elecciones presidenciales realmente libres. Participó en las concentraciones de la plaza Tahrir que demandaban la dimisión del presidente Mubarak.

### Trayectoria literaria

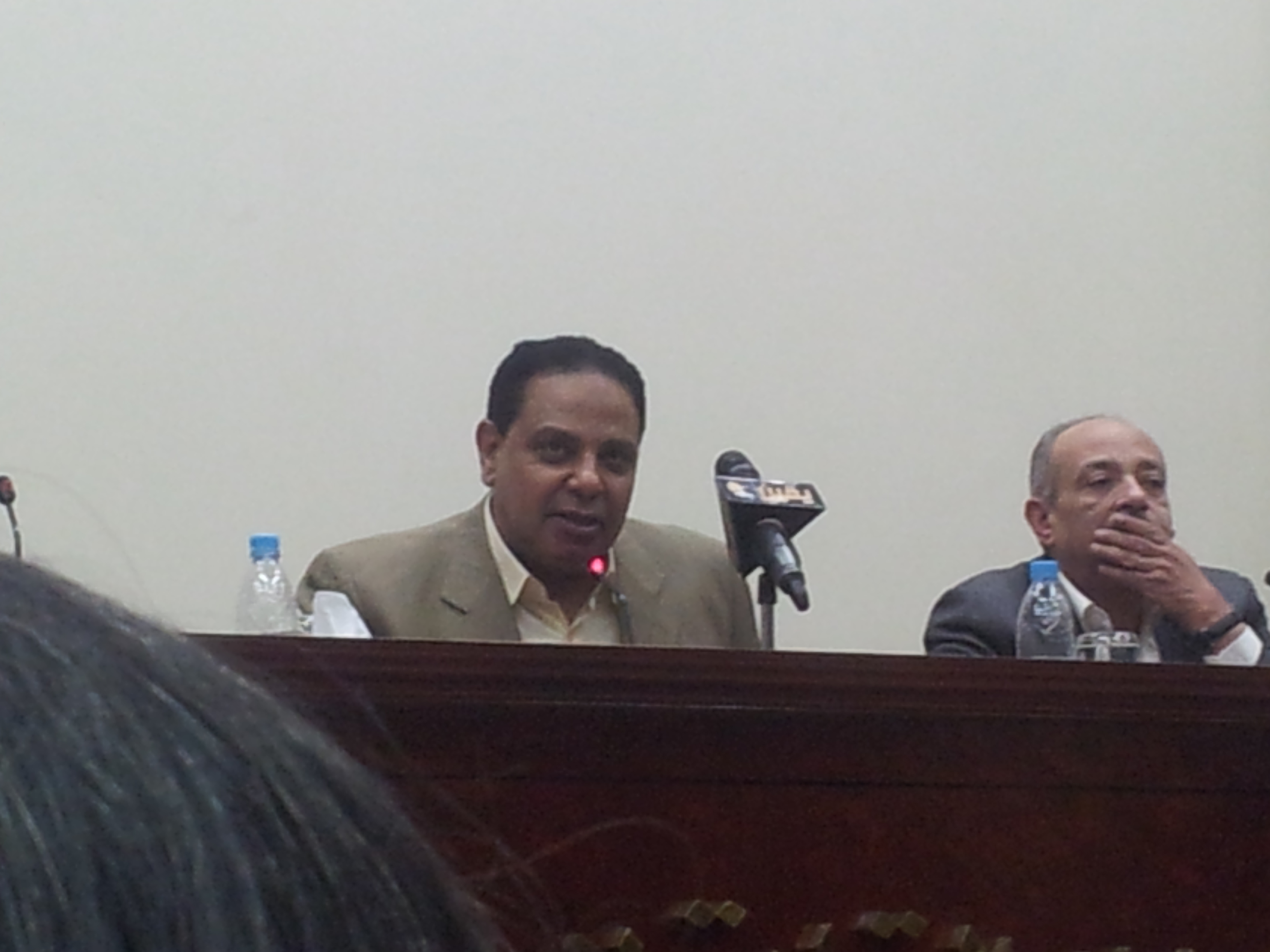
Alaa Al-Aswani en abril de 2013

Su novela El edificio Yacobián, publicada en 2002, se convirtió en un verdadero fenómeno editorial en el mundo árabe, y fue rápidamente traducido a una veintena de lenguas, además de adaptarse al cine y a la televisión. Describe la bulliciosa vida de un edificio otrora grandioso del centro histórico de El Cairo, donde los habitantes hacen frente a la corrupción opresora del régimen y el ascenso de la presión islamista. El libro encadena con una segunda novela de al-Aswani, Chicago, publicada en 2006 y que describe la vida de los estudiantes árabes en los Estados Unidos después de los acontecimientos del 11 de septiembre de 2001. Este libro se convirtió en un éxito de ventas.
En 2015 publicó El Automóvil Club de Egipto, traducida por al español por Álvaro Abella.

### Estilo
La obra de Alaa al-Aswani se caracteriza por un estilo realista y directo, inteligible para la mayoría del gran público.

## Obras
- El edificio Yacobián: una novela sobre un inmueble de El Cairo y las vidas de sus habitantes. trad. Álvaro Abella, Ediciones Maeva, 2008. ISBN 978-84-96748-59-0
- Chicago, trad. Pius Alibek, Edicions de 1984, 2008. ISBN 978-84-92440-12-2
- Egipto: Las claves de una revolución inevitable, trad. Haizam Amirah Fernández, Ed. Galaxia Gutenberg, Barcelona, 2011. ISBN 978-84-8109-913-3.
- Deseo de ser egipcio, trad. Álvaro Abella, Random House, Barcelona, 2011.
- El Automóvil Club de Egipto, trad. Álvaro Abella, Random House, Barcelona, 2015.
- La república era esto, trad. Noemí Fierro, Anagrama, Barcelona, 2021.

## Premios
- 2005:  Premio Bashraheel de novela árabe, (en árabe: جائزة باشراحيل للرواية العربية‎)
- 2005:  Premio Internacional Cavafi.
- 2006:  El Premio de la Gran Novela del Festival de Toulon
- 2007:  Premio de la Cultura de la Fundación del Mediterráneo
- 2007: Premio Grinzane Cavour de la Fundación del Mediterráneo Premio Grinzane Cavour.
- 2008: Premio Bruno-Kriesky de la Fundación del Mediterráneo Premio Bruno-Kriesky
- 2008: "Premio Friedrich Premio Friedrich
- 2010: Premio de la Universidad de Illinois. Premio a los logros de la Universidad de Illinois.
- 2011: Premio Metrópolis Azul para la literatura árabe. Premio Metrópolis Azul de Literatura Árabe
- 2012:  Premio Literario Tiziano Terzani
- 2012: "Premio Cultural del Mediterráneo". Premio Cultural del Mediterráneo

- - 2012:  Johann Philipp Palm Award